# Korionske resice
Korionske resice (lat. villi chorionici), prstoliki izdanci koji oblažu korion. Uloga im je uspostavljanje veze između majčina i djetetova krvotoka. S histomorfološke perspektive uvjet su bez kojeg se ne može, i po definiciji su produkt začeća.
Embrionalna krv kola do resica preko para pupčanih arterija i nakon kruženja kroz kapilare resica krv izlazi iz embrija kroz dvije pupčane vene. Tako su korionske resice dio granice između majčine i fetalne krvi tijekom trudnoće.

## Korištenje u prenatalnoj dijagnostici
Godine 1983. talijanski biolog Giuseppe Simoni otkrio je novu metodu prenatalnog dijagnosticiranja korištenjem korionskih resica, biopsiju korionskih resica (engl. chorionic villus sampling, akr. CVS).

## Razvoj
Korion prolazi kroz brzu proliferaciju i formira brojne izdanke, korionske resice, koje uništavaju sluznicu maternice, deciduu, i u isto vrijeme iz nje apsorbiraju hranjive tvari potrebne za rast zametka.
Ovisno o svojem sastavu prolaze kroz nekoliko stadija.
| stadij     | opis                                                                                | gestacijska dob | sadržaj                           |
| primarne   | Korionske resice su male i neprokrvljene.                                           | 13–15 dana      | trofoblast                        |
| sekundarne | Korionske resice rastu i granaju se, mezoderm ulazi u njih.                         | 16–21 dana      | trofoblast i mezoderm             |
| tercijarne | Ogranci pupčanih žila ulaze u mezoderm te se korionske resice tako vaskulariziraju. | 21. dan         | trofoblast, mezoderm i krvne žile |

Sve do drugog mjeseca trudnoće korionske resice prekrivaju cijeli korion i gotovo su podjednake veličine, ali od tada se nejednako razvijaju.

## Podjela
Korionske resice mogu biti plutajuće i pričvršćene. Plutajuće resice slobodno plutaju interviloznim prostorom. Pričvršćene resice stabiliziraju mehaničku cjelovitost i interakcije između posteljice i majke.

## Sastav tkiva i tipovi stanica
Glavni dio korionskih resica sastoji se od vezivnog tkiva u kojem se nalaze krvne žile. Većinu stanica vezivnog tkiva resica čine fibroblasti. U tkivu su prisutni i makrofagi poznati pod nazivom Hofbauerove stanice.

## Matične stanice
Korionske su resice bogat izvor matičnih stanica. Biotehnološka tvrtka koju je osnovao Giuseppe Simoni, Biocell Center, proučava i testira ovaj tip matičnih stanica. Korionske matične stanice, kao i amnionske matične stanice, neosporno su pluripotentne matične stanice.

## Galerija
- Presjek zametka.
- Poprečni presjek korionskih resica.
- Primarne korionske resice.
- Sekundarne (ili tercijarne, zbog prisutnosti krvnih žila) korionske resice.
- Čovječji zametak i žumančana vreća. Gestacijska dob 28 dana.

## Više informacija
- biopsija korionskih resica
- vilitis nepoznate etiologije